# Berindat
Berindat is een bestuurslaag in het regentschap Lingga van de provincie Riouwarchipel, Indonesië. Berindat telt 1062 inwoners (volkstelling 2010).